# 밴드 (소프트웨어)
밴드(BAND)는 네이버 주식회사에서 출시한 폐쇄형 소셜 네트워크 서비스(SNS)이다.
2012년 8월에 출시되었으며, 2013년 NHN이 설립한 자회사 캠프모바일로 서비스 운영을 이관했다. 2018년 캠프모바일이 네이버로 통합되면서 현재 네이버에서 서비스를 운영하고 있다.
처음에는 대학생들의 각종 조 모임용으로 기획됐지만 출시와 함께 소규모 그룹 형태로 인기를 누리다가 동창 찾기 등의 서비스 추가로 급속도로 확장되었다. 출시 2년 만인 2014년 3,500만 다운로드를 기록하였다. 2년간 개설된 밴드의 총수는 1,200만 개이며 1인당 가입한 평균 밴드 수는 2.67개, 밴드당 평균 멤버 수는 9.33명이였다. 2015년 밴드는 이용자 맞춤형 콘텐츠 추천 '피드' 도입하여 이용자의 편의성을 추구하기도 하였다.

## 코로나19 범유행
네이버에 따르면, 2020년 3월 미국에서 코로나바이러스가 확산되면서 따라 밴드 월간실사용자(MAU)가 2016년 대비 17배 증가한 250만명을 넘었다. 신규 그룹 숫자는 140%, 신규 가입자 수는 81% 증가했다. 또 라이브 방송을 진행한 그룹 수는 512%, 시청자 수는 886% 늘었다. 재택근무나 원격 수업 등이 보편화되면서 밴드가 원격 소통 도구로 주목받고 있다. 온라인으로 라이브 방송, 출석체크, 투표, 그룹콜 등의 기능을 제공하기 때문이다. 2021년 3월, 네이버는 밴드의 실시간 영상회의 기능인 비디오콜이 개학 후 셋째주까지 총 31만여명의 사용자를 기록했다고 밝혔다.

## 같이 보기
- 라인 (소프트웨어)